# Станицкая, Елена Лукьяновна
Елена Лукьяновна Станицкая (укр. Олена Лук’янівна Станицька; род. 7 декабря 1931 года) — бригадир сборочного цеха Львовского завода кинескопов Министерства электронной промышленности СССР, Украинская ССР. Герой Социалистического Труда (1971). Лауреат Государственной премии Украинской ССР в области науки и техники (1975).

## Биография
С 1949 года — ученица, монтажница электролампового сборочного цеха, контролёр Львовского электролампового завода (позднее — Львовский завод кинескопов). В июне 1955 года отправилась по комсомольской путёвке на Донбасс, где работала машинистом электровоза на шахте № 22 города Снежное Сталинской области. Избиралась делегатом I Всеукраинского съезда молодых горняков в Сталино. В 1957 году возвратилась во Львов.
С 1957 года — монтажница, бригадир и начальник смены сборочного цеха цветных кинескопов Львовского завода кинескопов (производственного объединения «Кинескоп»). Член КПСС.
Досрочно выполнила личные социалистические обязательства и производственные задания Восьмой пятилетки (1966—1970). Указом Президиума Верховного Совета СССР от 26 апреля 1971 года «за выдающиеся заслуги в выполнении пятилетнего плана и создании новой техники» удостоена звания Героя Социалистического Труда с вручением ордена Ленина и золотой медали «Серп и Молот».
Потом работала мастером производственного обучения в Львовском техническом училище.
После выхода на пенсию проживала во Львове.
Награды
- Герой Социалистического Труда
- Орден Ленина — дважды
- Медаль «В ознаменование 100-летия со дня рождения Владимира Ильича Ленина»
- Государственная премия Украинской ССР в области науки и техники (апрель 1975)